# 加拉菲亚
加拉菲亚（西班牙語：Garafía），是西班牙加那利群岛圣克鲁斯-德特内里费省的一个市镇。总面积103平方公里，总人口1584人（2017年），人口密度15人/平方公里。

## 人口
| 加拉菲亚               |
|                        |
| 来源：加那利群岛统计局 |

## 图集

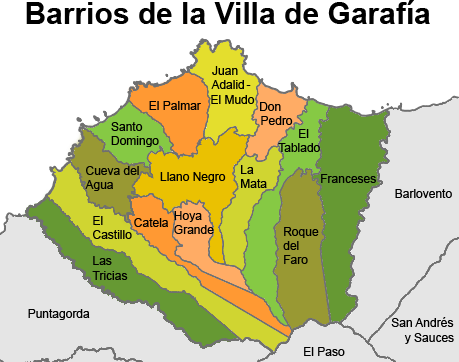
行政区划
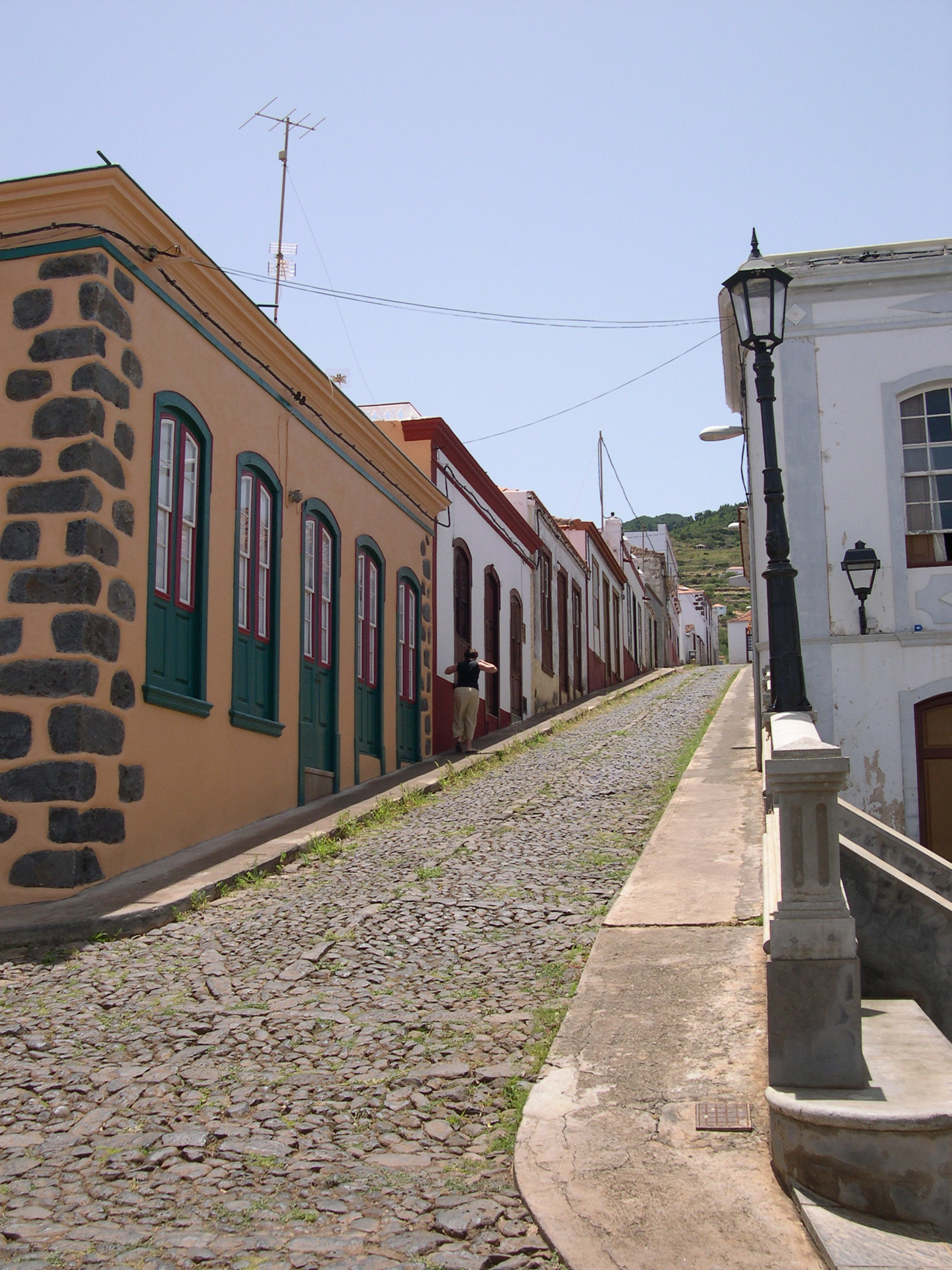
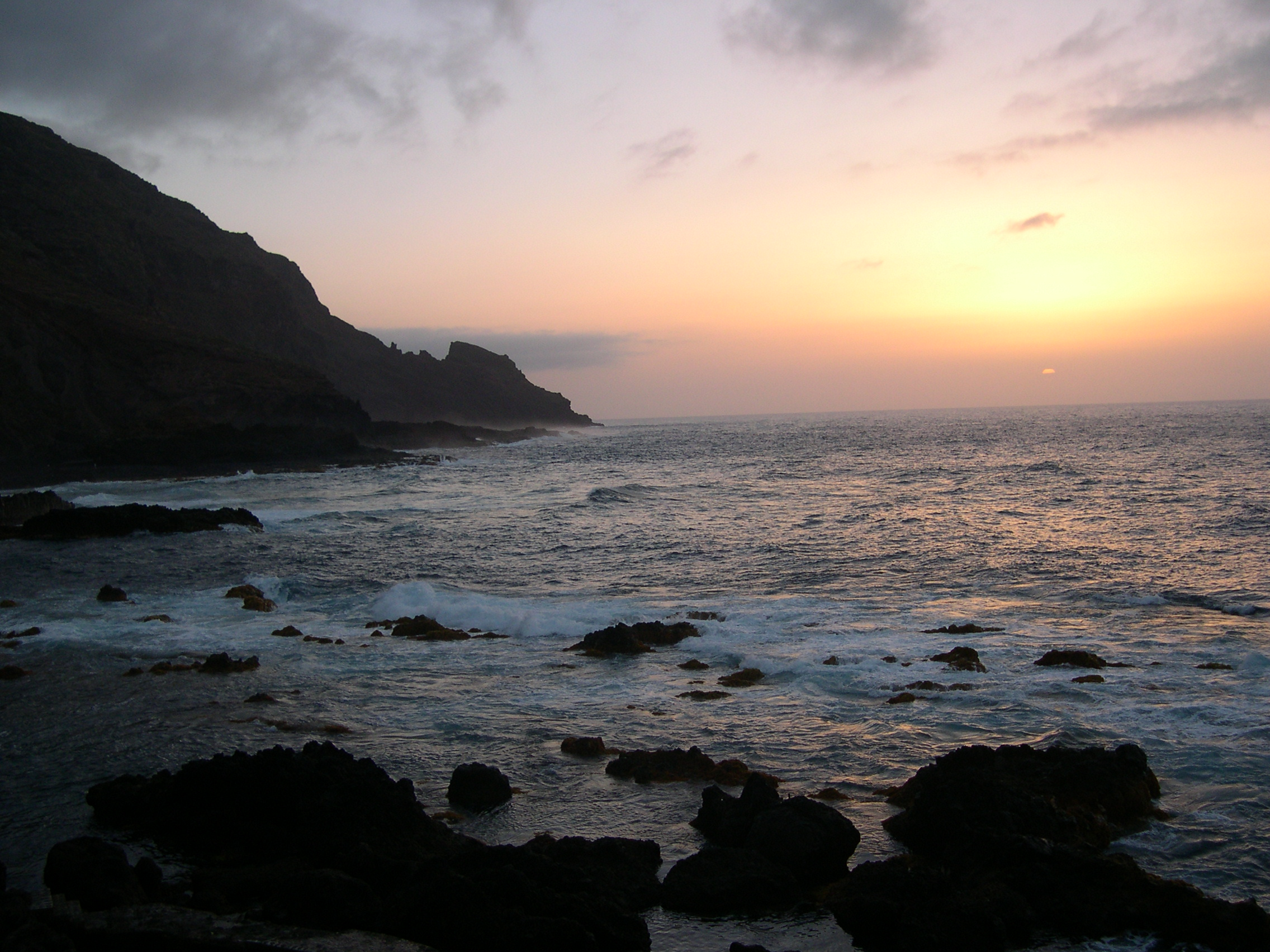
北海岸
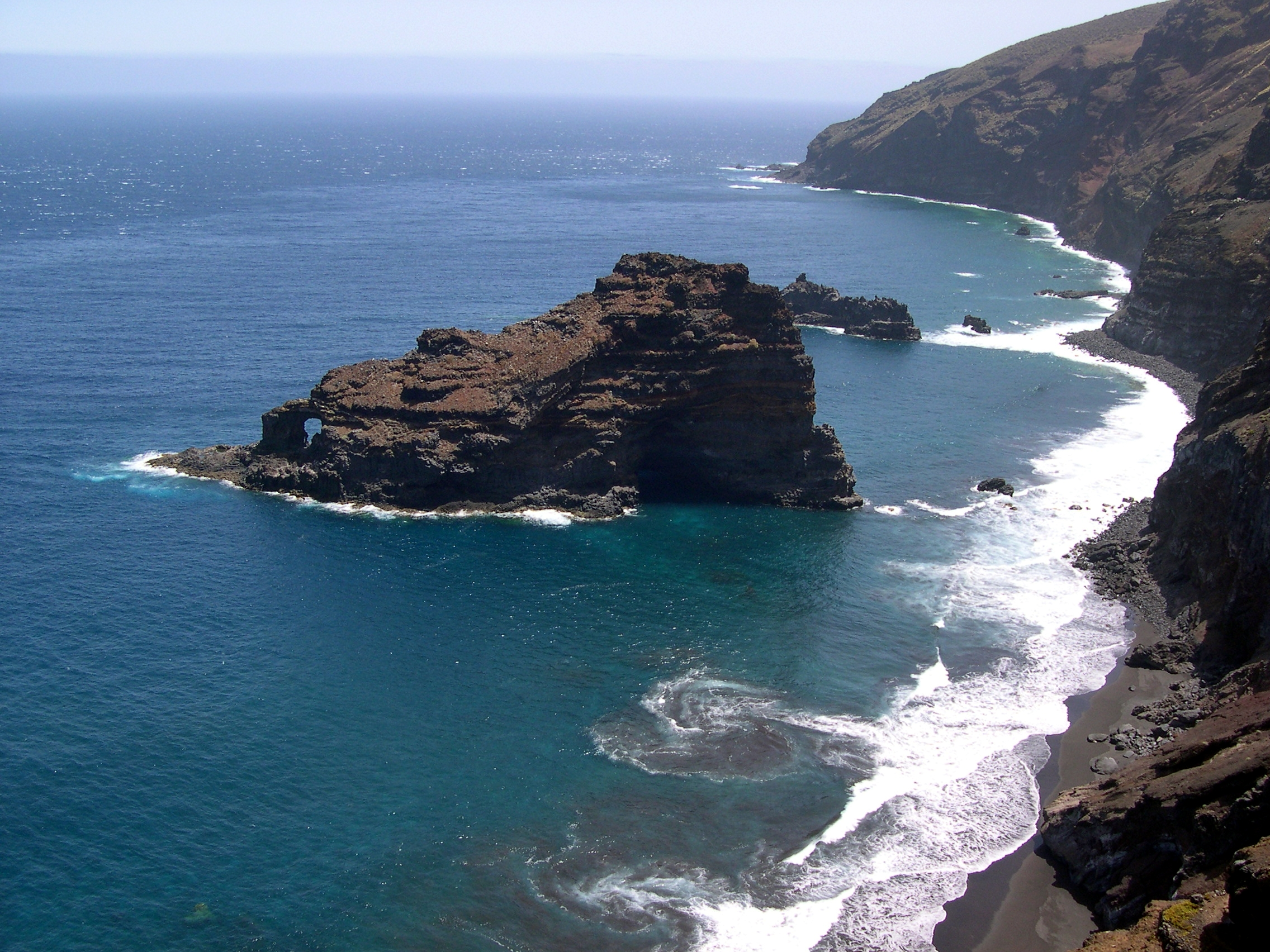
北海岸